# Ava Vincent
Pour les articles homonymes, voir Ava et Vincent.
Ava Vincent (née le 29 septembre 1975 à Placerville) est une actrice de films pornographiques et mannequin américaine.

## Biographie
Elle étudie à "East Union High School" à Manteca, puis Ava travaille dans une librairie pour adultes et rencontre Samantha Stylle.
Dans son premier film, elle joue sous le nom "Jewel Valmont" en brune pour Seymore Butts en 1998.
En 2000, elle change de nom pour "Ava Vincent", teint ses cheveux en blonde de plus pour éviter la confusion avec d'autres noms "Jewel" comme "Jewel De'Nyle", "Jessica Jewel", "Dina Jewel", "Jennyfer Jewell".
En 2001, elle reçoit plusieurs prix AVN Awards et XRCO et se marie à Las Vegas avec l'acteur John Decker ; ils divorceront en 2002.
En 2005, Ava Vincent participe secrètement comme candidate à l'émission télé-réalité Can You Be A Pornstar? sur Hustler TV. Le concours consiste à donner à une actrice débutante un contrat avec un studio et une carrière prometteuse dans le X. Elle se déguise avec une perruque noire et prend le nom de Kat. Mais la ruse est découverte par les organisateurs avant les votes, elle est disqualifiée. Ava dira qu'elle voulait faire une plaisanterie.

## Filmographie sélective
- 1998 Bitchin' 2
- 1999 The Violation of Jewel Valmont
- 1999 Slumber Party 9
- 1999 No Man's Land 27
- 2000 No Man's Land 31
- 2001 When The Boyz Are Away The Girlz Will Play 4
- 2002 Naughty Bedtime Stories 1
- 2003 100% strap-on
- 2004 No Strings
- 2005 Girls Who Like Girls
- 2005 Revenge of the Dildos
- 2006 Hot Cherry Pies 3
- 2007 Butt I Like It
- 2008 Jenna Loves Pain 2
- 2009 Butt Floss Chronicles
- 2010 My Wife Loves Threesomes 3
- 2011 Cougar Safari
- 2012 Cal Vista Collection 2
- 2014 Suck It Out 8
- 2016 Hardcore Threesomes

## Récompenses et nominations
- 2001 : XRCO "Best All Girl Sex Scene" 2001 - Les Vampyres (Cal Vista, 2000) avec Syren
- 2001 : AVN's "Best All Girl Sex Scene" 2001 - Les Vampyresskank.
- 2002 : AVN Award du meilleur second rôle féminin dans une vidéo (Best Supporting Actress - Video) pour Succubus (VCA Plus 2001)[2]
- 2002 : AVN Award de la meilleure scène de sexe de groupe dans une vidéo (Best Group Sex Scene - Video) pour Succubus (avec Bridgette Kerkove, Nikita Denise, Herschel Savage et Trevor)[2]
- 2005 : AVN's "Most Outrageous Sex Scene" 2005 - Misty Beethoven: The Musical (VCA 2004)
- Penthouse Pet of the Month août 2001

### Nominations
- 2007 : AVN Award, Best All-Girl Sex Scene - Fade to Black 2 (2005) (V) avec Lexie Marie
- 2007 : AVN Award, Best Actress - Fade to Black 2 (2005) (V)